# Championnat de squash du British Open masculin 1933
Le British Open Squash Championships 1933 est la troisième édition du British Open Squash Championships inauguré en 1931 afin que les professionnels et les amateurs puissent s'affronter. 
Le match oppose Don Butcher, vainqueur des deux éditions précédentes et le champion amateur égyptien F. D. Amr Bey.
Le match aller se déroule le 24 octobre au Conservative Club, club de Don Butcher et F. D. Amr Bey l'emporte aisément en trois jeux. Le match retour a lieu le 31 octobre 1932 au Bath Club de Londres et F. D. Amr Bey l'emporte beaucoup plus difficilement, remontant un handicap de deux jeux.

## Résultats

### match aller
|  |                                     |  |   |   |   |  |  |
|  | Conservative Club (24 octobre 1932) |  |   |   |   |  |  |
|  |                                     |  |   |   |   |  |  |
|  |                                     |  |   |   |   |  |  |
|  | Don Butcher                         |  | 0 | 7 | 1 |  |  |
|  | Don Butcher                         |  | 0 | 7 | 1 |  |  |
|  | F. D. Amr Bey                       |  | 9 | 9 | 9 |  |  |

### match retour
|  |                             |  |   |   |   |   |   |
|  | Bath Club (31 octobre 1932) |  |   |   |   |   |   |
|  |                             |  |   |   |   |   |   |
|  |                             |  |   |   |   |   |   |
|  | F. D. Amr Bey               |  | 5 | 5 | 9 | 9 | 9 |
|  | F. D. Amr Bey               |  | 5 | 5 | 9 | 9 | 9 |
|  | Don Butcher                 |  | 9 | 9 | 2 | 1 | 0 |